# The Tom & Jerry Show (serie animata 1975)
The Tom & Jerry Show è una serie televisiva d'animazione statunitense del 1975 diretta da Charles A. Nichols e prodotta dalla Hanna-Barbera Productions in associazione con la MGM Television. È la prima serie televisiva basata sulla serie di cortometraggi d'animazione Tom & Jerry (creata 35 anni prima dai fondatori dello studio, William Hanna e Joseph Barbera), e andò in onda originariamente sulla ABC dal 6 settembre al 13 dicembre 1975 (per un totale di 16 episodi) come parte del contenitore Tom & Jerry/Grape Ape Show, in cui ogni puntata era composta da tre segmenti di The Tom & Jerry Show alternati con due segmenti della serie Il Gorilla Lilla. La serie è nota per presentare i due protagonisti come amici (sebbene spesso in competizione), in modo da rimuovere la controversa violenza dei corti e adattarsi agli standard televisivi.

## Personaggi e doppiatori
| Personaggio | Doppiatore originale                    | Doppiatore italiano                                                   |
| ----------- | --------------------------------------- | --------------------------------------------------------------------- |
| Tom         | John Stephenson                         | Franco Latini                                                         |
| Jerry       | John Stephenson                         | Antonella Rendina                                                     |
| Spike       | John Stephenson Don Messick Joe E. Ross | Enrico Luzi (ep. 5) Franco Latini (2ª voce) Marco Ioannucci (3ª voce) |
| Ranger      |                                         | Sandro Pellegrini (ep. 5-6) Franco Latini (ep. 16)                    |

## Episodi
Nella seguente lista vengono indicati, per i primi sei episodi, i titoli italiani della prima trasmissione, avvenuta su Rete 1 nel programma L'aquilone col titolo Gli inseparabili rivali con Tom & Jerry. Per gli episodi successivi, la cui prima trasmissione in italiano è avvenuta negli anni ottanta, vengono indicati i titoli utilizzati nelle repliche su Italia 1, spesso differenti da quelli utilizzati successivamente su RSI LA1.
| nº | Titolo originale            | Titolo italiano                           | Prima TV USA      | Prima TV Italia  |
| -- | --------------------------- | ----------------------------------------- | ----------------- | ---------------- |
| 1  | No Way, Stowaways           | I passeggeri clandestini non sono ammessi | 6 settembre 1975  | 3 ottobre 1978   |
| 1  | The Ski Bunny               | Il coniglietto delle nevi                 | 6 settembre 1975  | 4 ottobre 1978   |
| 1  | Stay Awake or Else...       | Svegliati Tom!                            | 6 settembre 1975  | 5 ottobre 1978   |
| 2  | No Bones About It           | A proposito... manca un osso              | 13 settembre 1975 | 10 ottobre 1978  |
| 2  | An Ill Wind                 | Un malaugurato vento                      | 13 settembre 1975 | 11 ottobre 1978  |
| 2  | Beach Bully                 | Bulletto da spiaggia                      | 13 settembre 1975 | 12 ottobre 1978  |
| 3  | The Mammoth Manhunt         | Un amico mammuth                          | 20 settembre 1975 | 24 ottobre 1978  |
| 3  | The Wacky World of Sports   | L'incredibile mondo dello sport           | 20 settembre 1975 | 18 ottobre 1978  |
| 3  | Robin Ho Ho                 | Robin Ho Ho                               | 20 settembre 1975 | 19 ottobre 1978  |
| 4  | Safe But Not Sorry          | Trasporto sicuro                          | 27 settembre 1975 | 25 ottobre 1978  |
| 4  | Gopher Broke                | Fine di un roditore                       | 27 settembre 1975 | 26 ottobre 1978  |
| 4  | The Super Bowler            | Il supergiocatore di bowling              | 27 settembre 1975 | 4 dicembre 1978  |
| 5  | Tricky McTrout              | Furbetto MacTrota                         | 4 ottobre 1975    | 4 dicembre 1978  |
| 5  | The Tennis Menace           | Campionato di tennis                      | 4 ottobre 1975    | 11 dicembre 1978 |
| 5  | Cosmic Cat and Meteor Mouse | Gatto Cosmico e Topo Meteora              | 4 ottobre 1975    | 11 dicembre 1978 |
| 6  | The Castle Wiz              | Il mago del castello                      | 11 ottobre 1975   | 18 dicembre 1978 |
| 6  | Grim and Bear It            | Stringi i denti e sopporta                | 11 ottobre 1975   | 1º febbraio 1979 |
| 6  | The Flying Sorceress        | La strega volante                         | 11 ottobre 1975   | 1º gennaio 1979  |
| 7  | The Kitten Sitters          | Gattositter                               | 18 ottobre 1975   |                  |
| 7  | Termites Plus Two           | Termiti                                   | 18 ottobre 1975   |                  |
| 7  | Planet Pest                 | Un visitatore dispettoso                  | 18 ottobre 1975   |                  |
| 8  | The Hypochondriac Lion      | Un leone fifone                           | 25 ottobre 1975   |                  |
| 8  | Give 'Em the Air            | Gara ad alta quota                        | 25 ottobre 1975   |                  |
| 8  | The Egg and Tom and Jerry   | L'aquilotto                               | 25 ottobre 1975   |                  |
| 9  | Watch Out, Watch Dog        | Il cane da guardia                        | 1º novembre 1975  |                  |
| 9  | The Super Cyclists          | I motociclisti                            | 1º novembre 1975  |                  |
| 9  | The Police Kitten           | In nome della legge                       | 1º novembre 1975  |                  |
| 10 | The Outfoxed Fox            | Una volpe molto astuta                    | 8 novembre 1975   |                  |
| 10 | Towering Fiasco             | Il cucciolo                               | 8 novembre 1975   |                  |
| 10 | The Lost Duckling           | L'anatroccolo smarrito                    | 8 novembre 1975   |                  |
| 11 | Beanstalk Buddies           | La pianta di fagioli                      | 15 novembre 1975  |                  |
| 11 | Two Stars Are Born          | Sono nate due stelle                      | 15 novembre 1975  |                  |
| 11 | Son of Gopher Broke         | Un abile giardiniere                      | 15 novembre 1975  |                  |
| 12 | The Sorcerer's Apprentices  | L'apprendista stregone                    | 22 novembre 1975  |                  |
| 12 | Hold That Pose              | Fotografia, che passione!                 | 22 novembre 1975  |                  |
| 12 | The Supercape Caper         | Super eroi                                | 22 novembre 1975  |                  |
| 13 | Chickenrella                | Tom, Jerry e Cenerentola                  | 27 novembre 1975  |                  |
| 13 | Double Trouble Crow         | Un corvo guastafeste                      | 27 novembre 1975  |                  |
| 13 | Jerry's Nephew              | Il nipote di Jerry                        | 27 novembre 1975  |                  |
| 14 | See Dr. Jackal and Hide     | Dottor Jackel                             | 29 novembre 1975  |                  |
| 14 | Planet of the Dogs          | Il pianeta dei cani                       | 29 novembre 1975  |                  |
| 14 | The Campout Cutup           | Un difficile campeggio                    | 29 novembre 1975  |                  |
| 15 | Triple Trouble              | Guaio triplo                              | 6 dicembre 1975   |                  |
| 15 | The Bull Fighters           | I toreri                                  | 6 dicembre 1975   |                  |
| 15 | The Cruise Kitty            | Un micetto in crociera                    | 6 dicembre 1975   |                  |
| 16 | It's No Picnic              | Niente pic nic                            | 13 dicembre 1975  |                  |
| 16 | The Big Feet                | Piedone                                   | 13 dicembre 1975  |                  |
| 16 | The Great Motorboat Race    | La gara motonautica                       | 13 dicembre 1975  |                  |

## Edizioni home video
La prima puntata completa di Tom & Jerry/Grape Ape Show fu inserita nel secondo disco della raccolta DVD-Video Saturday Morning Cartoons: 1970's - Volume 2, distribuita in America del Nord dalla Warner Home Video il 27 ottobre 2009. Inoltre il segmento del quinto episodio "Gatto Cosmico e Topo Meteora" fu incluso nel secondo disco della raccolta DVD Tom & Jerry: Deluxe Anniversary Collection, distribuita dalla Warner Home Video in America del Nord il 22 giugno 2010 e in Italia l'8 dicembre.